# Kornickeria
Kornickeria is een geslacht van kreeftachtigen uit de klasse van de Ostracoda (mosselkreeftjes).

## Soorten
- Kornickeria bullae (Poulsen, 1962) Cohen & Morin, 1993
- Kornickeria coufali Cohen & Morin, 1993
- Kornickeria hastingsi Cohen & Morin, 1993
- Kornickeria louisi Cohen & Morin, 1993
- Kornickeria marleui Cohen & Morin, 1986
- Kornickeria marleyi Cohen & Morin, 1993